# Saint-Quentin-le-Petit
Saint-Quentin-le-Petit ist eine französische Gemeinde mit 124 Einwohnern (Stand: 1. Januar 2022) im Département Ardennes in der Region Grand Est. Sie gehört zum Arrondissement Rethel, zum Kanton Château-Porcien sowie zum Gemeindeverband Pays Rethélois.

## Geographie
Das Gemeindegebiet wird vom Fluss Barres durchquert.
Umgeben wird Saint-Quentin-le-Petit von den Nachbargemeinden Sévigny-Waleppe im Norden, Hannogne-Saint-Rémy im Nordosten, Banogne-Recouvrance im Osten, Le Thour im Süden sowie von der in der Region Hauts-de-France gelegenen Gemeinde Nizy-le-Comte im Westen.

## Geschichte
Während der Französischen Revolution trug die Gemeinde vorübergehend den Namen Unity.

## Bevölkerungsentwicklung
| Jahr                      | 1962 | 1968 | 1975 | 1982 | 1990 | 1999 | 2006 | 2013 | 2018 |
| Einwohner                 | 207  | 167  | 131  | 126  | 163  | 158  | 152  | 124  | 122  |
| Quelle: Cassini und INSEE |      |      |      |      |      |      |      |      |      |

## Sehenswürdigkeiten
- Kloster Valroy, ehemalige Zisterzienserabtei
- Kirche Saint-Quentin

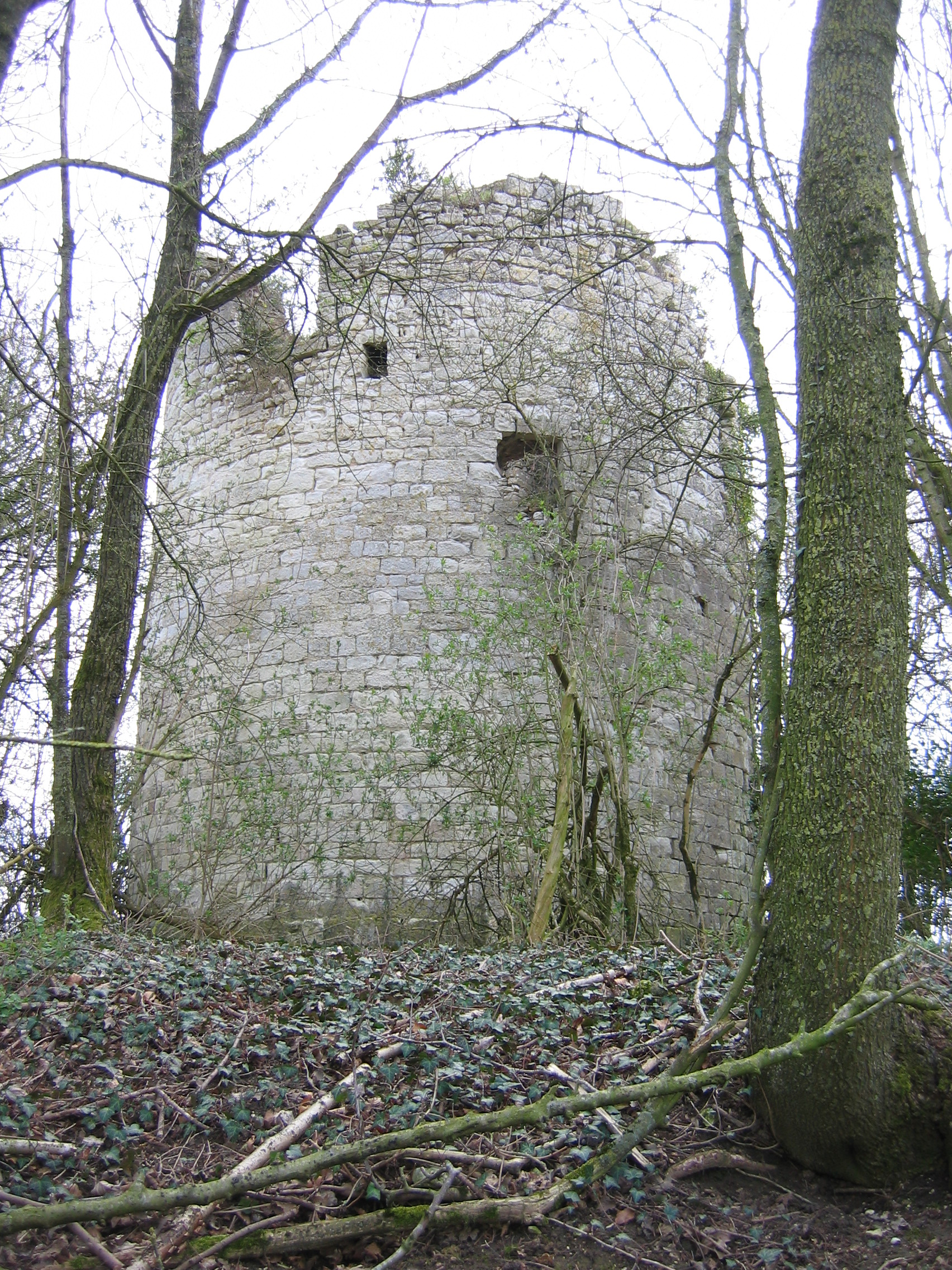
Ruine des Klosters Valroy
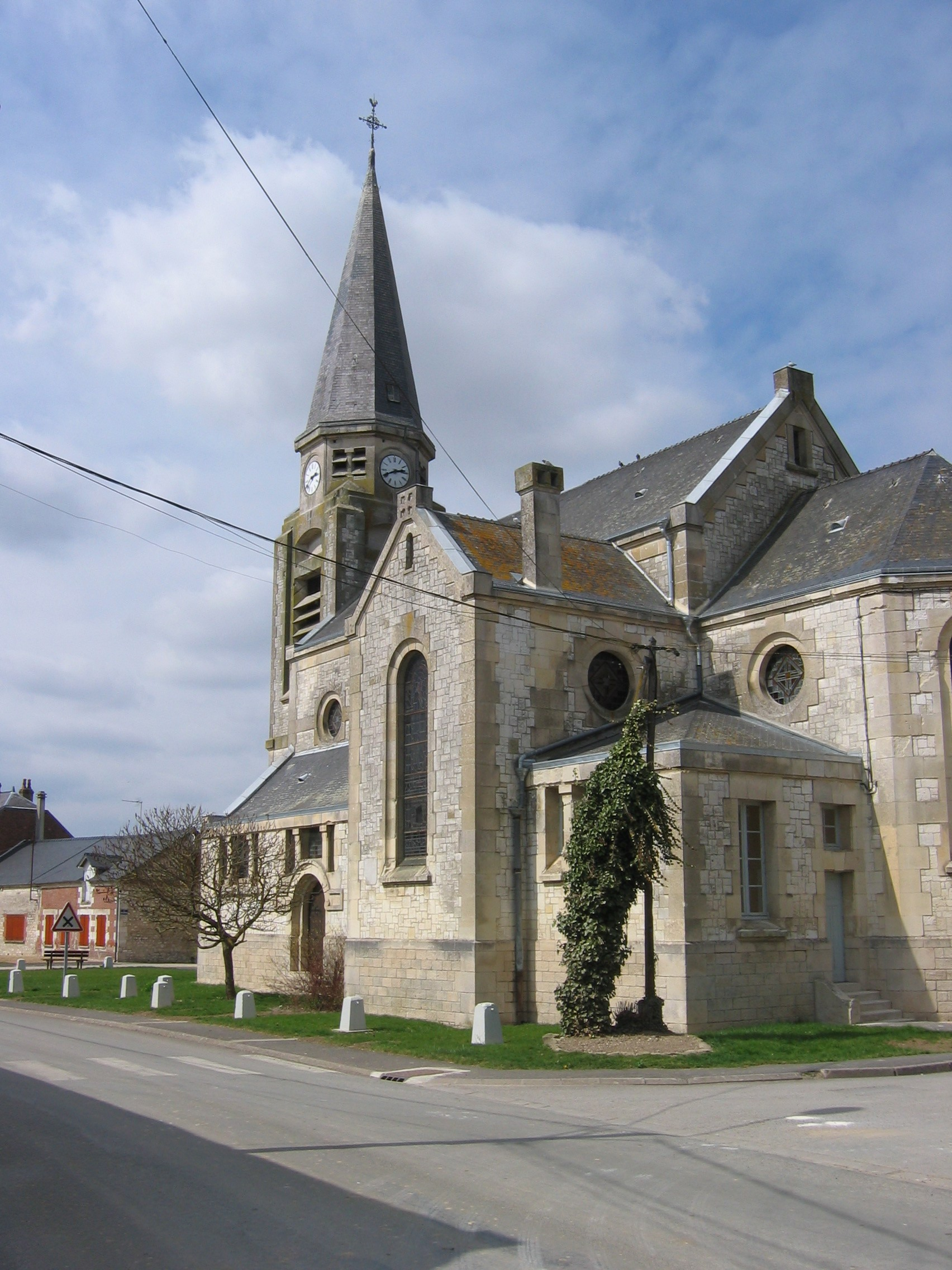
Kirche Saint-Quentin